# U.S. Angri Calcio 1927 A.S.D.
Unione Sportiva Angri 1927 Associazione Sportiva Dilettantistica là một câu lạc bộ bóng đá Ý đến từ Angri, Campania.

## Lịch sử

Logo Angri cũ ...- 2011